# Грасети-Канавина (Мачерата)
Грасети-Канавина (итал. Grassetti-Cannavina) насеље је у Италији у округу Мачерата, региону Марке.
Према процени из 2011. у насељу је живело 30 становника. Насеље се налази на надморској висини од 494 м.